# Bathyraja panthera
Bathyraja panthera is een vissensoort uit de familie van de Arhynchobatidae. De wetenschappelijke naam van de soort is voor het eerst geldig gepubliceerd in 2011 door Orr, Stevenson, Hoff, Spies & McEachran.